# Ланка (Шрі-Ланка)

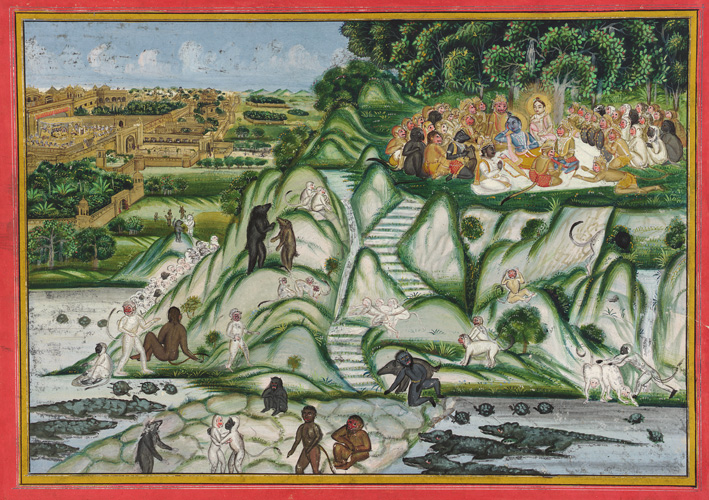
Картина XIX століття з зображенням Рами, котрий готується до битви з Раваною.

Ланка — давня назва острова Шрі-Ланки. У давньоіндійському епосі «Рамаяні» і в Пуранах, Ланкою також називають столицю царя демонів Равана, що знаходилася на Шрі-Ланці. Описується, що столиця Равана розташовувалася на плато, серед трьох гірських піків Трікута. Згідно з «Рамаяною», Ланка була спалена Гануманом. Після того, як Равана був убитий Рамою, царством правив брат Раван Вібгішана. Говориться, що його нащадки правили Ланкою за часів Битви на Курукшетрі. У «Магабгараті» описується, що Сагадева дійшов до Ланки під час військового походу у Південну Індію, організованого Юдгіштгірою з метою проведення жертвопринесення раджасуя.